# Neighbor Discovery Protocol
Das Neighbor Discovery Protocol (NDP) ist der Ersatz für das Address Resolution Protocol (ARP) des IPv4-Protokollstacks bei dessen Nachfolger IPv6. Es wird unter anderem dazu benutzt, IPv6-Adressen in Link-Layer-Adressen aufzulösen.

## Verwendung
NDP wird von den am IPv6-Netzwerk beteiligten Knoten benutzt, um die Link-Layer-Adresse von anderen am selben Netzwerk hängenden Knoten ausfindig zu machen und zum Aktualisieren der gecachten Adressen. Für alle nicht am selben Netzwerk hängenden Knoten wird NDP benutzt, um einen/den Router zu finden, der die Pakete weiterleiten kann.

## Funktionsweise
Für NDP muss der Knoten für jedes Interface folgende Informationen verwalten:
Im Neighbor Cache werden Adressen verwaltet, an die etwas gesendet wurde und die sich im selben Netzwerk befinden. Zu jedem Eintrag einer IPv6-Adresse steht ihre Link-Layer-Adresse. Auch weitere Informationen werden hier verwaltet, wie zum Beispiel Pointer auf Pakete, die auf die Adressauflösung warten, Informationen für die Erreichbarkeitsprüfung oder ob es ein Router ist.
Im Destination Cache werden Adressen verwaltet, an die etwas gesendet wurde. Für jeden Eintrag wird, per Link auf den Neighbor Cache, gespeichert, welches der nächste Hop ist, den ein Paket nehmen soll.
In der Prefix List werden die Präfixe verwaltet, die auf demselben Netz gültig sind. Jeder Eintrag, außer der zur link-lokalen Adresse, hat ein Ablaufdatum. Somit bleiben nur Netze in der Liste, die von einem Router verkündet werden.
In der Default Router List werden alle Router verwaltet, die für das Interface bekannt sind. Die Einträge verweisen auf Einträge im Neighbor Cache. Zusätzlich haben sie ein Ablaufdatum, sodass alte Router verschwinden und nur die erhalten bleiben, die ihre Anwesenheit verkünden.
Die Informationen zum Erstellen dieser Listen werden per ICMPv6 (Internet Control Message Protocol V6) ausgetauscht. NDP definiert zu diesem Zweck fünf ICMPv6-Typen (→ Kapitel ICMPv6-Typen).

### Router- und Präfix-Ermittlung
Router versenden in gewissen Zeitabständen Router-Advertisement-Nachrichten per Multicast (FF02::/2). Die Informationen in diesen Nachrichten werden verwendet, um die Default Router List und die Prefix List zu erstellen. Nach Ablauf der angegebenen Lebenszeit werden die Einträge wieder aus den Listen gelöscht. Dadurch bleiben nur Router eingetragen, die aktiv sind und ihre Anwesenheit periodisch kundtun.
Um nicht auf das nächste geplante Router Advertisement warten zu müssen, kann ein Knoten per Router-Solicitation-Nachricht an die Router-Multicast-Adresse ein Router Advertisement erzwingen. Dies ist besonders beim Aktivieren eines neuen Interfaces von Vorteil, um mit der Konfiguration nicht warten zu müssen.

### Parameterermittlung
Mit diesem Mechanismus ermitteln Knoten relevante Parameter für den Link (z. B. die für den Link verwendete MTU), an dem sie angeschlossen sind, oder Internet Parameter (wie zum Beispiel den Wert für das Hop Limit), die für ausgehende Pakete verwendet werden müssen.

### Adress-Autokonfiguration
Mit diesem Verfahren konfigurieren Netzknoten IPv6-Adressen für ihre Interfaces ohne einen DHCP-Dienst zu nutzen. Siehe SLAAC.

### Bestimmung des nächsten Hops
Wenn ein Paket versendet werden soll, wird im Destination Cache nachgeschaut, ob für dieses Ziel schon ein Eintrag vorhanden ist. Wenn kein Eintrag existiert, wird anhand der Prefix List und der Default Router List der nächste Hop für das Paket ermittelt. Diese Information wird dann im Destination Cache gespeichert, um dies nicht jedes Mal ermitteln zu müssen.
Wenn der neue Eintrag auf einen nichtvorhandenen Eintrag im Neighbor Cache zeigt, wird dieser ebenfalls erzeugt, als unfertig markiert und die Adressauflösung (engl. Address resolution) angestoßen. Das Paket wird in die Queue gestellt und im Neighbor Cache ein Pointer darauf gesetzt.

### Adressauflösung
Um die Link-Layer-Adresse eines Knotens zu ermitteln, wird eine Neighbor-Solicitation-Nachricht per IPv6-Multicast an die sog. Solicited Nodes-Adresse des Ziels versendet. Anzumerken ist, dass auf Link-Layer-Ebene ebenfalls Multicast genutzt wird – jeder IPv6-Knoten muss also auf Link-Layer-Ebene nicht nur auf seine originäre feste MAC-Adresse (z. B. Ethernet) hören, sondern auch auf eine spezifische Multicast-Adresse, die auf seiner IPv6-Adresse beruht. Im Neighbor-Solicitation-Paket ist dann die vollständige gesuchte IPv6-Adresse in den Nutzdaten enthalten, und nur der Knoten mit der gleichen Adresse antwortet darauf. Er verschickt eine Neighbor-Advertisement-Nachricht. Die darin enthaltenen Informationen werden im Neighbor Cache gespeichert. Wenn ein Eintrag noch unfertig war, kann er nun als erreichbar markiert werden und die Pakete, auf die er verweist, können ausgelöst werden.
Beispiel: Ein IPv6-Host in einem Ethernet-Netzwerk mit einer MAC-Adresse 00:1d:e0:2a:42:42 bekommt über EUI-64 eine link-lokale IPv6-Adresse fe80::021d:e0ff:fe2a:4242. Die zugehörige Solicitated Node Multicast Adresse, an welche Neighbor-Solicitation-Paket auf IPv6-Ebene versendet werden, lautet ff02::1:ff2a:4242. Der Host hört auf der Link-Layer-Ebene nicht nur auf seine MAC-Adresse 00:1d:e0:2a:42:42, sondern auch auf die (der Solicitated Node Multicast Adresse zugeordneten) Ethernet-Multicast-Adresse 33:33:ff:2a:42:42. 33:33 ist dabei der Teil, der ein IPv6 Multicast-Paket im Ethernet kennzeichnet, ff:2a:42:42 identifiziert die eigentliche Gruppe (Multicast).

### Erkennung der Nichterreichbarkeit des Nachbarn
Um den Neighbor Cache aktuell zu halten, wird versucht herauszufinden, ob die Einträge darin noch aktuell sind. Es gibt dabei verschiedene Wege festzustellen, ob ein Knoten nicht aktiv ist. Solange man TCP-Daten oder TCP-Empfangsbestätigungen erhält, weiß man, dass der Knoten noch erreichbar ist.
Wenn ein Eintrag seine Lebenszeit überschreitet, ohne durch Verkehr bestätigt zu werden, wird er als veraltet markiert. Sobald ein Paket versendet werden will, wird der Eintrag als verzögert markiert und für kurze Zeit versucht, ihn durch Verkehr zu bestätigen. Wenn dies nicht passiert, wird erneut eine Neighbor-Solicitation-Nachricht gesendet, um den Knoten aktiv zu testen. Wenn er nicht antwortet, wird er aus dem Neighbor Cache gelöscht.

### Erkennung doppelter Adressen
Mit diesem Verfahren ermitteln Netzknoten, ob die Adresse, die sie sich bei der Autokonfiguration gegeben haben, eindeutig ist.

### Umleitung
Redirect-Nachrichten werden vom Router verschickt, um andere Knoten über einen besseren ersten Hop für eine Zieladresse zu informieren. Beim Empfangen einer solchen Nachricht wird der Destination Cache aktualisiert. Wenn kein passender Eintrag im Destination Cache gefunden wird, wird ein neuer erstellt.

## ICMPv6-Typen

### Router Solicitation – Type 133
| +  | Bits 0–7   | Bits 0–7   | Bits 0–7   | Bits 0–7   | Bits 0–7   | Bits 0–7   | Bits 0–7   | Bits 0–7   | Bits 8–15  | Bits 8–15  | Bits 8–15  | Bits 8–15  | Bits 8–15  | Bits 8–15  | Bits 8–15  | Bits 8–15  | Bits 16–23 | Bits 16–23 | Bits 16–23 | Bits 16–23 | Bits 16–23 | Bits 16–23 | Bits 16–23 | Bits 16–23 | Bits 24–31 | Bits 24–31 | Bits 24–31 | Bits 24–31 | Bits 24–31 | Bits 24–31 | Bits 24–31 | Bits 24–31 |
| -- | ---------- | ---------- | ---------- | ---------- | ---------- | ---------- | ---------- | ---------- | ---------- | ---------- | ---------- | ---------- | ---------- | ---------- | ---------- | ---------- | ---------- | ---------- | ---------- | ---------- | ---------- | ---------- | ---------- | ---------- | ---------- | ---------- | ---------- | ---------- | ---------- | ---------- | ---------- | ---------- |
| 0  | Type       | Type       | Type       | Type       | Type       | Type       | Type       | Type       | Code       | Code       | Code       | Code       | Code       | Code       | Code       | Code       | Prüfsumme  | Prüfsumme  | Prüfsumme  | Prüfsumme  | Prüfsumme  | Prüfsumme  | Prüfsumme  | Prüfsumme  | Prüfsumme  | Prüfsumme  | Prüfsumme  | Prüfsumme  | Prüfsumme  | Prüfsumme  | Prüfsumme  | Prüfsumme  |
| 32 | Reserviert | Reserviert | Reserviert | Reserviert | Reserviert | Reserviert | Reserviert | Reserviert | Reserviert | Reserviert | Reserviert | Reserviert | Reserviert | Reserviert | Reserviert | Reserviert | Reserviert | Reserviert | Reserviert | Reserviert | Reserviert | Reserviert | Reserviert | Reserviert | Reserviert | Reserviert | Reserviert | Reserviert | Reserviert | Reserviert | Reserviert | Reserviert |
| …  | Optionen   | Optionen   | Optionen   | Optionen   | Optionen   | Optionen   | Optionen   | Optionen   | Optionen   | Optionen   | Optionen   | Optionen   | Optionen   | Optionen   | Optionen   | Optionen   | Optionen   | Optionen   | Optionen   | Optionen   | Optionen   | Optionen   | Optionen   | Optionen   | Optionen   | Optionen   | Optionen   | Optionen   | Optionen   | Optionen   | Optionen   | Optionen   |

Per Router Solicitation an die Router-Multicast-Adresse werden alle Router im selben Netz aufgefordert, sich zu melden.
Der Code dieser Nachricht ist immer 0. Das Feld „Reserviert“ muss vom Sender mit Nullen initialisiert werden und der Empfänger muss es ignorieren.
Die einzig mögliche Option ist die Link-Layer-Adresse des Senders. Um bei Protokollerweiterungen keine Probleme zu bekommen, müssen alle unbekannten Optionen ignoriert werden.

### Router Advertisement – Type 134
| +  | Bits 0–7                | Bits 0–7                | Bits 0–7                | Bits 0–7                | Bits 0–7                | Bits 0–7                | Bits 0–7                | Bits 0–7                | Bits 8–15               | Bits 8–15               | Bits 8–15               | Bits 8–15               | Bits 8–15               | Bits 8–15               | Bits 8–15               | Bits 8–15               | Bits 16–23              | Bits 16–23              | Bits 16–23              | Bits 16–23              | Bits 16–23              | Bits 16–23              | Bits 16–23              | Bits 16–23              | Bits 24–31              | Bits 24–31              | Bits 24–31              | Bits 24–31              | Bits 24–31              | Bits 24–31              | Bits 24–31              | Bits 24–31              |
| -- | ----------------------- | ----------------------- | ----------------------- | ----------------------- | ----------------------- | ----------------------- | ----------------------- | ----------------------- | ----------------------- | ----------------------- | ----------------------- | ----------------------- | ----------------------- | ----------------------- | ----------------------- | ----------------------- | ----------------------- | ----------------------- | ----------------------- | ----------------------- | ----------------------- | ----------------------- | ----------------------- | ----------------------- | ----------------------- | ----------------------- | ----------------------- | ----------------------- | ----------------------- | ----------------------- | ----------------------- | ----------------------- |
| 0  | Type                    | Type                    | Type                    | Type                    | Type                    | Type                    | Type                    | Type                    | Code                    | Code                    | Code                    | Code                    | Code                    | Code                    | Code                    | Code                    | Prüfsumme               | Prüfsumme               | Prüfsumme               | Prüfsumme               | Prüfsumme               | Prüfsumme               | Prüfsumme               | Prüfsumme               | Prüfsumme               | Prüfsumme               | Prüfsumme               | Prüfsumme               | Prüfsumme               | Prüfsumme               | Prüfsumme               | Prüfsumme               |
| 32 | Hop-Limit               | Hop-Limit               | Hop-Limit               | Hop-Limit               | Hop-Limit               | Hop-Limit               | Hop-Limit               | Hop-Limit               | M                       | O                       | HA                      | Pref                    | Pref                    | Proxy                   | Reserviert              | Reserviert              | Router-Lifetime         | Router-Lifetime         | Router-Lifetime         | Router-Lifetime         | Router-Lifetime         | Router-Lifetime         | Router-Lifetime         | Router-Lifetime         | Router-Lifetime         | Router-Lifetime         | Router-Lifetime         | Router-Lifetime         | Router-Lifetime         | Router-Lifetime         | Router-Lifetime         | Router-Lifetime         |
| 64 | Erreichbarkeits-Timeout | Erreichbarkeits-Timeout | Erreichbarkeits-Timeout | Erreichbarkeits-Timeout | Erreichbarkeits-Timeout | Erreichbarkeits-Timeout | Erreichbarkeits-Timeout | Erreichbarkeits-Timeout | Erreichbarkeits-Timeout | Erreichbarkeits-Timeout | Erreichbarkeits-Timeout | Erreichbarkeits-Timeout | Erreichbarkeits-Timeout | Erreichbarkeits-Timeout | Erreichbarkeits-Timeout | Erreichbarkeits-Timeout | Erreichbarkeits-Timeout | Erreichbarkeits-Timeout | Erreichbarkeits-Timeout | Erreichbarkeits-Timeout | Erreichbarkeits-Timeout | Erreichbarkeits-Timeout | Erreichbarkeits-Timeout | Erreichbarkeits-Timeout | Erreichbarkeits-Timeout | Erreichbarkeits-Timeout | Erreichbarkeits-Timeout | Erreichbarkeits-Timeout | Erreichbarkeits-Timeout | Erreichbarkeits-Timeout | Erreichbarkeits-Timeout | Erreichbarkeits-Timeout |
| 96 | Auflösungs-Timeout      | Auflösungs-Timeout      | Auflösungs-Timeout      | Auflösungs-Timeout      | Auflösungs-Timeout      | Auflösungs-Timeout      | Auflösungs-Timeout      | Auflösungs-Timeout      | Auflösungs-Timeout      | Auflösungs-Timeout      | Auflösungs-Timeout      | Auflösungs-Timeout      | Auflösungs-Timeout      | Auflösungs-Timeout      | Auflösungs-Timeout      | Auflösungs-Timeout      | Auflösungs-Timeout      | Auflösungs-Timeout      | Auflösungs-Timeout      | Auflösungs-Timeout      | Auflösungs-Timeout      | Auflösungs-Timeout      | Auflösungs-Timeout      | Auflösungs-Timeout      | Auflösungs-Timeout      | Auflösungs-Timeout      | Auflösungs-Timeout      | Auflösungs-Timeout      | Auflösungs-Timeout      | Auflösungs-Timeout      | Auflösungs-Timeout      | Auflösungs-Timeout      |
| …  | Optionen                | Optionen                | Optionen                | Optionen                | Optionen                | Optionen                | Optionen                | Optionen                | Optionen                | Optionen                | Optionen                | Optionen                | Optionen                | Optionen                | Optionen                | Optionen                | Optionen                | Optionen                | Optionen                | Optionen                | Optionen                | Optionen                | Optionen                | Optionen                | Optionen                | Optionen                | Optionen                | Optionen                | Optionen                | Optionen                | Optionen                | Optionen                |

Per Router Advertisement verkünden Router ihre Anwesenheit im Netz. Entweder auf Anfrage per Router Solicitation oder periodisch, um nicht vergessen zu werden.
Das Hop-Limit ist ein 8-Bit-Wert, der die vom Router vorgeschlagene Standard-Hop-Limits enthält.
Es folgen 8 Flags:
Ein gesetztes M-Bit sagt dem Knoten, dass er neben Autokonfiguration für die IP-Adresse auch Stateful-Autokonfiguration verwenden soll.
Ein gesetztes O-Bit sagt dem Knoten, dass er neben Autokonfiguration für alle Nicht-IP-Adress-Informationen auch Stateful-Autokonfiguration verwenden soll.
HA signalisiert, ob ein Home Agent (für mobile Erreichbarkeit) aktiv ist.
Pref ermöglicht es, bei mehreren Routern im Netz Präferenzen zu setzen.
Proxy signalisiert, ob ein Proxy verwendet wird.
Die Router-Lifetime ist ein 16-Bit-Integer, der angibt, wie viele Sekunden ein Router in der Default Router List bleiben soll. Das theoretische Maximum sind 18,2 Stunden (= 65.536 Sekunden = {\displaystyle 2^{16}} Sekunden). RFC 4861 begrenzt den Maximalwert auf 9000 Sekunden d. h. auf 2,5 Stunden. Ein Wert von 0 besagt, dass der Router kein Default Router ist und nicht in die Default Router List eingetragen werden soll.
Das Erreichbarkeits-Timeout ist ein 32-Bit-Integer, der angibt, wie viele Millisekunden ein Eintrag im Neighbor Cache nach dem Empfangen von Daten noch als erreichbar gelten soll. Das Auflösungs-Timeout ist ein 32-Bit-Integer, der angibt, nach wie vielen Millisekunden erneut ein Neighbor Solicitation gesendet werden soll.
Gültige Optionen sind die Link-Layer-Adresse des Senders, die MTU des Routers und alle gültigen Präfixe. Um problemfreie Protokollerweiterungen zu ermöglichen, müssen alle unbekannten Optionen ignoriert werden.

### Neighbor Solicitation – Type 135
| +   | Bits 0–7    | Bits 0–7    | Bits 0–7    | Bits 0–7    | Bits 0–7    | Bits 0–7    | Bits 0–7    | Bits 0–7    | Bits 8–15   | Bits 8–15   | Bits 8–15   | Bits 8–15   | Bits 8–15   | Bits 8–15   | Bits 8–15   | Bits 8–15   | Bits 16–23  | Bits 16–23  | Bits 16–23  | Bits 16–23  | Bits 16–23  | Bits 16–23  | Bits 16–23  | Bits 16–23  | Bits 24–31  | Bits 24–31  | Bits 24–31  | Bits 24–31  | Bits 24–31  | Bits 24–31  | Bits 24–31  | Bits 24–31  |
| --- | ----------- | ----------- | ----------- | ----------- | ----------- | ----------- | ----------- | ----------- | ----------- | ----------- | ----------- | ----------- | ----------- | ----------- | ----------- | ----------- | ----------- | ----------- | ----------- | ----------- | ----------- | ----------- | ----------- | ----------- | ----------- | ----------- | ----------- | ----------- | ----------- | ----------- | ----------- | ----------- |
| 0   | Type        | Type        | Type        | Type        | Type        | Type        | Type        | Type        | Code        | Code        | Code        | Code        | Code        | Code        | Code        | Code        | Prüfsumme   | Prüfsumme   | Prüfsumme   | Prüfsumme   | Prüfsumme   | Prüfsumme   | Prüfsumme   | Prüfsumme   | Prüfsumme   | Prüfsumme   | Prüfsumme   | Prüfsumme   | Prüfsumme   | Prüfsumme   | Prüfsumme   | Prüfsumme   |
| 32  | Reserviert  | Reserviert  | Reserviert  | Reserviert  | Reserviert  | Reserviert  | Reserviert  | Reserviert  | Reserviert  | Reserviert  | Reserviert  | Reserviert  | Reserviert  | Reserviert  | Reserviert  | Reserviert  | Reserviert  | Reserviert  | Reserviert  | Reserviert  | Reserviert  | Reserviert  | Reserviert  | Reserviert  | Reserviert  | Reserviert  | Reserviert  | Reserviert  | Reserviert  | Reserviert  | Reserviert  | Reserviert  |
| 64  | Zieladresse | Zieladresse | Zieladresse | Zieladresse | Zieladresse | Zieladresse | Zieladresse | Zieladresse | Zieladresse | Zieladresse | Zieladresse | Zieladresse | Zieladresse | Zieladresse | Zieladresse | Zieladresse | Zieladresse | Zieladresse | Zieladresse | Zieladresse | Zieladresse | Zieladresse | Zieladresse | Zieladresse | Zieladresse | Zieladresse | Zieladresse | Zieladresse | Zieladresse | Zieladresse | Zieladresse | Zieladresse |
| 96  | Zieladresse | Zieladresse | Zieladresse | Zieladresse | Zieladresse | Zieladresse | Zieladresse | Zieladresse | Zieladresse | Zieladresse | Zieladresse | Zieladresse | Zieladresse | Zieladresse | Zieladresse | Zieladresse | Zieladresse | Zieladresse | Zieladresse | Zieladresse | Zieladresse | Zieladresse | Zieladresse | Zieladresse | Zieladresse | Zieladresse | Zieladresse | Zieladresse | Zieladresse | Zieladresse | Zieladresse | Zieladresse |
| 128 | Zieladresse | Zieladresse | Zieladresse | Zieladresse | Zieladresse | Zieladresse | Zieladresse | Zieladresse | Zieladresse | Zieladresse | Zieladresse | Zieladresse | Zieladresse | Zieladresse | Zieladresse | Zieladresse | Zieladresse | Zieladresse | Zieladresse | Zieladresse | Zieladresse | Zieladresse | Zieladresse | Zieladresse | Zieladresse | Zieladresse | Zieladresse | Zieladresse | Zieladresse | Zieladresse | Zieladresse | Zieladresse |
| 160 | Zieladresse | Zieladresse | Zieladresse | Zieladresse | Zieladresse | Zieladresse | Zieladresse | Zieladresse | Zieladresse | Zieladresse | Zieladresse | Zieladresse | Zieladresse | Zieladresse | Zieladresse | Zieladresse | Zieladresse | Zieladresse | Zieladresse | Zieladresse | Zieladresse | Zieladresse | Zieladresse | Zieladresse | Zieladresse | Zieladresse | Zieladresse | Zieladresse | Zieladresse | Zieladresse | Zieladresse | Zieladresse |
| …   | Optionen    | Optionen    | Optionen    | Optionen    | Optionen    | Optionen    | Optionen    | Optionen    | Optionen    | Optionen    | Optionen    | Optionen    | Optionen    | Optionen    | Optionen    | Optionen    | Optionen    | Optionen    | Optionen    | Optionen    | Optionen    | Optionen    | Optionen    | Optionen    | Optionen    | Optionen    | Optionen    | Optionen    | Optionen    | Optionen    | Optionen    | Optionen    |

Per Neighbor Solicitation (so viel wie Nachbar Anfrage) an die Link-Layer-Multicast-Adresse einer IPv6-Adresse wird diese Adresse zu einer Link-Layer-Adresse aufgelöst. Die zu verwendende Link-Layer-Multicast-Adresse wird dabei wie oben unter Adressauflösung beschrieben aus der IPv6-Adresse des Zielknotens berechnet. Ebenfalls wird so die Erreichbarkeit eines Knotens geprüft.
Der Typ wird auf 135 gesetzt und der Code auf 0. Das reservierte Feld muss vom Sender mit Nullen initialisiert und vom Empfänger ignoriert werden. Die Zieladresse ist die IPv6-Adresse, die in eine Link-Layer-Adresse aufgelöst werden soll. Es darf keine Multicast-Adresse angegeben werden.
Die einzig mögliche Option ist die Link-Layer-Adresse des Senders. Um bei Protokollerweiterungen keine Probleme zu bekommen, müssen alle unbekannten Optionen ignoriert werden.

### Neighbor Advertisement – Type 136
| +   | Bits 0–7    | Bits 0–7    | Bits 0–7    | Bits 0–7    | Bits 0–7    | Bits 0–7    | Bits 0–7    | Bits 0–7    | Bits 8–15   | Bits 8–15   | Bits 8–15   | Bits 8–15   | Bits 8–15   | Bits 8–15   | Bits 8–15   | Bits 8–15   | Bits 16–23  | Bits 16–23  | Bits 16–23  | Bits 16–23  | Bits 16–23  | Bits 16–23  | Bits 16–23  | Bits 16–23  | Bits 24–31  | Bits 24–31  | Bits 24–31  | Bits 24–31  | Bits 24–31  | Bits 24–31  | Bits 24–31  | Bits 24–31  |
| --- | ----------- | ----------- | ----------- | ----------- | ----------- | ----------- | ----------- | ----------- | ----------- | ----------- | ----------- | ----------- | ----------- | ----------- | ----------- | ----------- | ----------- | ----------- | ----------- | ----------- | ----------- | ----------- | ----------- | ----------- | ----------- | ----------- | ----------- | ----------- | ----------- | ----------- | ----------- | ----------- |
| 0   | Type        | Type        | Type        | Type        | Type        | Type        | Type        | Type        | Code        | Code        | Code        | Code        | Code        | Code        | Code        | Code        | Prüfsumme   | Prüfsumme   | Prüfsumme   | Prüfsumme   | Prüfsumme   | Prüfsumme   | Prüfsumme   | Prüfsumme   | Prüfsumme   | Prüfsumme   | Prüfsumme   | Prüfsumme   | Prüfsumme   | Prüfsumme   | Prüfsumme   | Prüfsumme   |
| 32  | R           | S           | O           | Reserviert  | Reserviert  | Reserviert  | Reserviert  | Reserviert  | Reserviert  | Reserviert  | Reserviert  | Reserviert  | Reserviert  | Reserviert  | Reserviert  | Reserviert  | Reserviert  | Reserviert  | Reserviert  | Reserviert  | Reserviert  | Reserviert  | Reserviert  | Reserviert  | Reserviert  | Reserviert  | Reserviert  | Reserviert  | Reserviert  | Reserviert  | Reserviert  | Reserviert  |
| 64  | Zieladresse | Zieladresse | Zieladresse | Zieladresse | Zieladresse | Zieladresse | Zieladresse | Zieladresse | Zieladresse | Zieladresse | Zieladresse | Zieladresse | Zieladresse | Zieladresse | Zieladresse | Zieladresse | Zieladresse | Zieladresse | Zieladresse | Zieladresse | Zieladresse | Zieladresse | Zieladresse | Zieladresse | Zieladresse | Zieladresse | Zieladresse | Zieladresse | Zieladresse | Zieladresse | Zieladresse | Zieladresse |
| 96  | Zieladresse | Zieladresse | Zieladresse | Zieladresse | Zieladresse | Zieladresse | Zieladresse | Zieladresse | Zieladresse | Zieladresse | Zieladresse | Zieladresse | Zieladresse | Zieladresse | Zieladresse | Zieladresse | Zieladresse | Zieladresse | Zieladresse | Zieladresse | Zieladresse | Zieladresse | Zieladresse | Zieladresse | Zieladresse | Zieladresse | Zieladresse | Zieladresse | Zieladresse | Zieladresse | Zieladresse | Zieladresse |
| 128 | Zieladresse | Zieladresse | Zieladresse | Zieladresse | Zieladresse | Zieladresse | Zieladresse | Zieladresse | Zieladresse | Zieladresse | Zieladresse | Zieladresse | Zieladresse | Zieladresse | Zieladresse | Zieladresse | Zieladresse | Zieladresse | Zieladresse | Zieladresse | Zieladresse | Zieladresse | Zieladresse | Zieladresse | Zieladresse | Zieladresse | Zieladresse | Zieladresse | Zieladresse | Zieladresse | Zieladresse | Zieladresse |
| 160 | Zieladresse | Zieladresse | Zieladresse | Zieladresse | Zieladresse | Zieladresse | Zieladresse | Zieladresse | Zieladresse | Zieladresse | Zieladresse | Zieladresse | Zieladresse | Zieladresse | Zieladresse | Zieladresse | Zieladresse | Zieladresse | Zieladresse | Zieladresse | Zieladresse | Zieladresse | Zieladresse | Zieladresse | Zieladresse | Zieladresse | Zieladresse | Zieladresse | Zieladresse | Zieladresse | Zieladresse | Zieladresse |
| …   | Optionen    | Optionen    | Optionen    | Optionen    | Optionen    | Optionen    | Optionen    | Optionen    | Optionen    | Optionen    | Optionen    | Optionen    | Optionen    | Optionen    | Optionen    | Optionen    | Optionen    | Optionen    | Optionen    | Optionen    | Optionen    | Optionen    | Optionen    | Optionen    | Optionen    | Optionen    | Optionen    | Optionen    | Optionen    | Optionen    | Optionen    | Optionen    |

Mit einer Neighbor-Advertisement-Nachricht wird auf Neighbor-Solicitation-Nachrichten geantwortet.
Der Typ wird auf 136 gesetzt und der Code auf 0. Das R-Bit wird gesetzt, wenn der Knoten ein Router ist. Das S-Bit wird gesetzt, wenn das Neighbor Advertisement aufgrund einer Unicast-Neighbor-Solicitation-Nachricht gesendet wird. Ein gesetztes O-Bit bedeutet, dass der Eintrag im Neighbor Cache aktualisiert werden muss. Das reservierte Feld muss vom Sender mit Nullen initialisiert werden und vom Empfänger ignoriert werden.
Als Zieladresse wird die (IPv6-)Zieladresse aus der dazugehörigen Neighbor-Solicitation-Nachricht eingetragen oder die (IPv6-)Adresse für die eine neue Link-Layer-Adresse bekanntgegeben werden soll.
Die einzig mögliche Option ist die Link-Layer-Adresse des Senders. Um bei Protokollerweiterungen keine Probleme zu bekommen, müssen alle unbekannten Optionen ignoriert werden.

### Redirect – Type 137
| +   | Bits 0–7    | Bits 0–7    | Bits 0–7    | Bits 0–7    | Bits 0–7    | Bits 0–7    | Bits 0–7    | Bits 0–7    | Bits 8–15   | Bits 8–15   | Bits 8–15   | Bits 8–15   | Bits 8–15   | Bits 8–15   | Bits 8–15   | Bits 8–15   | Bits 16–23  | Bits 16–23  | Bits 16–23  | Bits 16–23  | Bits 16–23  | Bits 16–23  | Bits 16–23  | Bits 16–23  | Bits 24–31  | Bits 24–31  | Bits 24–31  | Bits 24–31  | Bits 24–31  | Bits 24–31  | Bits 24–31  | Bits 24–31  |
| --- | ----------- | ----------- | ----------- | ----------- | ----------- | ----------- | ----------- | ----------- | ----------- | ----------- | ----------- | ----------- | ----------- | ----------- | ----------- | ----------- | ----------- | ----------- | ----------- | ----------- | ----------- | ----------- | ----------- | ----------- | ----------- | ----------- | ----------- | ----------- | ----------- | ----------- | ----------- | ----------- |
| 0   | Type        | Type        | Type        | Type        | Type        | Type        | Type        | Type        | Code        | Code        | Code        | Code        | Code        | Code        | Code        | Code        | Prüfsumme   | Prüfsumme   | Prüfsumme   | Prüfsumme   | Prüfsumme   | Prüfsumme   | Prüfsumme   | Prüfsumme   | Prüfsumme   | Prüfsumme   | Prüfsumme   | Prüfsumme   | Prüfsumme   | Prüfsumme   | Prüfsumme   | Prüfsumme   |
| 32  | Reserviert  | Reserviert  | Reserviert  | Reserviert  | Reserviert  | Reserviert  | Reserviert  | Reserviert  | Reserviert  | Reserviert  | Reserviert  | Reserviert  | Reserviert  | Reserviert  | Reserviert  | Reserviert  | Reserviert  | Reserviert  | Reserviert  | Reserviert  | Reserviert  | Reserviert  | Reserviert  | Reserviert  | Reserviert  | Reserviert  | Reserviert  | Reserviert  | Reserviert  | Reserviert  | Reserviert  | Reserviert  |
| 64  | Hop-Adresse | Hop-Adresse | Hop-Adresse | Hop-Adresse | Hop-Adresse | Hop-Adresse | Hop-Adresse | Hop-Adresse | Hop-Adresse | Hop-Adresse | Hop-Adresse | Hop-Adresse | Hop-Adresse | Hop-Adresse | Hop-Adresse | Hop-Adresse | Hop-Adresse | Hop-Adresse | Hop-Adresse | Hop-Adresse | Hop-Adresse | Hop-Adresse | Hop-Adresse | Hop-Adresse | Hop-Adresse | Hop-Adresse | Hop-Adresse | Hop-Adresse | Hop-Adresse | Hop-Adresse | Hop-Adresse | Hop-Adresse |
| 96  | Hop-Adresse | Hop-Adresse | Hop-Adresse | Hop-Adresse | Hop-Adresse | Hop-Adresse | Hop-Adresse | Hop-Adresse | Hop-Adresse | Hop-Adresse | Hop-Adresse | Hop-Adresse | Hop-Adresse | Hop-Adresse | Hop-Adresse | Hop-Adresse | Hop-Adresse | Hop-Adresse | Hop-Adresse | Hop-Adresse | Hop-Adresse | Hop-Adresse | Hop-Adresse | Hop-Adresse | Hop-Adresse | Hop-Adresse | Hop-Adresse | Hop-Adresse | Hop-Adresse | Hop-Adresse | Hop-Adresse | Hop-Adresse |
| 128 | Hop-Adresse | Hop-Adresse | Hop-Adresse | Hop-Adresse | Hop-Adresse | Hop-Adresse | Hop-Adresse | Hop-Adresse | Hop-Adresse | Hop-Adresse | Hop-Adresse | Hop-Adresse | Hop-Adresse | Hop-Adresse | Hop-Adresse | Hop-Adresse | Hop-Adresse | Hop-Adresse | Hop-Adresse | Hop-Adresse | Hop-Adresse | Hop-Adresse | Hop-Adresse | Hop-Adresse | Hop-Adresse | Hop-Adresse | Hop-Adresse | Hop-Adresse | Hop-Adresse | Hop-Adresse | Hop-Adresse | Hop-Adresse |
| 160 | Hop-Adresse | Hop-Adresse | Hop-Adresse | Hop-Adresse | Hop-Adresse | Hop-Adresse | Hop-Adresse | Hop-Adresse | Hop-Adresse | Hop-Adresse | Hop-Adresse | Hop-Adresse | Hop-Adresse | Hop-Adresse | Hop-Adresse | Hop-Adresse | Hop-Adresse | Hop-Adresse | Hop-Adresse | Hop-Adresse | Hop-Adresse | Hop-Adresse | Hop-Adresse | Hop-Adresse | Hop-Adresse | Hop-Adresse | Hop-Adresse | Hop-Adresse | Hop-Adresse | Hop-Adresse | Hop-Adresse | Hop-Adresse |
| 192 | Zieladresse | Zieladresse | Zieladresse | Zieladresse | Zieladresse | Zieladresse | Zieladresse | Zieladresse | Zieladresse | Zieladresse | Zieladresse | Zieladresse | Zieladresse | Zieladresse | Zieladresse | Zieladresse | Zieladresse | Zieladresse | Zieladresse | Zieladresse | Zieladresse | Zieladresse | Zieladresse | Zieladresse | Zieladresse | Zieladresse | Zieladresse | Zieladresse | Zieladresse | Zieladresse | Zieladresse | Zieladresse |
| 224 | Zieladresse | Zieladresse | Zieladresse | Zieladresse | Zieladresse | Zieladresse | Zieladresse | Zieladresse | Zieladresse | Zieladresse | Zieladresse | Zieladresse | Zieladresse | Zieladresse | Zieladresse | Zieladresse | Zieladresse | Zieladresse | Zieladresse | Zieladresse | Zieladresse | Zieladresse | Zieladresse | Zieladresse | Zieladresse | Zieladresse | Zieladresse | Zieladresse | Zieladresse | Zieladresse | Zieladresse | Zieladresse |
| 256 | Zieladresse | Zieladresse | Zieladresse | Zieladresse | Zieladresse | Zieladresse | Zieladresse | Zieladresse | Zieladresse | Zieladresse | Zieladresse | Zieladresse | Zieladresse | Zieladresse | Zieladresse | Zieladresse | Zieladresse | Zieladresse | Zieladresse | Zieladresse | Zieladresse | Zieladresse | Zieladresse | Zieladresse | Zieladresse | Zieladresse | Zieladresse | Zieladresse | Zieladresse | Zieladresse | Zieladresse | Zieladresse |
| 288 | Zieladresse | Zieladresse | Zieladresse | Zieladresse | Zieladresse | Zieladresse | Zieladresse | Zieladresse | Zieladresse | Zieladresse | Zieladresse | Zieladresse | Zieladresse | Zieladresse | Zieladresse | Zieladresse | Zieladresse | Zieladresse | Zieladresse | Zieladresse | Zieladresse | Zieladresse | Zieladresse | Zieladresse | Zieladresse | Zieladresse | Zieladresse | Zieladresse | Zieladresse | Zieladresse | Zieladresse | Zieladresse |
| …   | Optionen    | Optionen    | Optionen    | Optionen    | Optionen    | Optionen    | Optionen    | Optionen    | Optionen    | Optionen    | Optionen    | Optionen    | Optionen    | Optionen    | Optionen    | Optionen    | Optionen    | Optionen    | Optionen    | Optionen    | Optionen    | Optionen    | Optionen    | Optionen    | Optionen    | Optionen    | Optionen    | Optionen    | Optionen    | Optionen    | Optionen    | Optionen    |

Per Redirect-Nachricht teilen Router mit, wenn es einen besseren ersten Hop für ein gewisses Ziel gibt.
Der Typ wird auf 137 gesetzt und der Code auf 0. Das reservierte Feld muss vom Sender mit Nullen initialisiert werden und vom Empfänger ignoriert werden. Die Hop-Adresse ist der zu bevorzugende Router für die Adresse. Die Zieladresse ist die Adresse für die es einen besseren First-Hop gibt.
Die einzigen möglichen Optionen sind die Link-Layer-Adresse des Senders und der Header des auslösenden Paketes. Um bei Protokollerweiterungen keine Probleme zu bekommen, müssen alle unbekannten Optionen ignoriert werden.

## Implementierung in Betriebssystemen
Alle IPv6-fähigen Betriebssysteme, die in Ethernet-basierten Netzwerken betrieben werden, sind in der Lage, mittels NDP Adressen aufzulösen.
Unter den meisten Linux-Distributionen erhält man mit dem iproute2-Werkzeug Einsicht in den Neighbor Cache:
```
# ip -6 neigh
2001:470:1f0b:2f2:5cad:a77f:aaff:849 dev wlan0 lladdr 00:11:25:32:10:ab REACHABLE
fe80::2a10:7bff:fe65:58a dev wlan0 lladdr 28:10:7b:65:ab:cd router REACHABLE
2001:470:1f0b:2f2::cafe dev wlan0 lladdr 00:11:25:32:10:ab REACHABLE
```

Auf vielen BSD-basierten Systemen wie FreeBSD und OpenBSD hilft hierbei das Werkzeug ndp, wobei die Optionen '-an' bedeuten, dass alle Hosts numerisch angezeigt werden sollen; hier bei FreeBSD 9 (die Kommentare rechts wurden nachträglich eingefügt):
```
# ndp -an
Neighbor Linklayer Address Netif Expire S Flags
2001:475:abcd:2f2:3189:67c1:b550:9400 c6:ab:27:56:b5:30   em0 14s       R R               # <-- Ein anderer Rechner im Netzwerk, mit Privacy Extensions
2001:475:abcd:2f2:211:25ff:fe32:10ab 00:11:25:32:10:ab em0 permanent R
fe80::211:25ff:fe32:10ab%em0         00:11:25:32:10:ab em0 permanent R
2001:475:abcd:2f2::cafe 00:11:25:32:10:ab em0 permanent R                 # <-- Alias-Adresse
fe80::2a10:7bff:fe65:58a%em0         28:10:7b:65:ab:cd em0 23h59m25s S R               # <-- Das ist der Router
2001:475:abcd:2f2:5cad:a77f:aaff:849 00:11:25:32:10:ab em0 permanent R
fe80::c6ab:27ff:fe56:b530%em0        c6:ab:27:56:b5:30    em0 24s       R R               # <-- Derselbe Rechner wie in der ersten Zeile mit seiner link-local address
```

Hierbei ist insbesondere die Spalte Expire zu beachten. Sie legt fest, wann ein Namenseintrag als veraltet einzustufen ist. Die Adressen des Rechners selbst sind dabei permanent, der Router liegt hier bei fast 24 Stunden und die Nachbargeräte im Netzwerk liegen zumeist bei unter einer Minute, bis der Eintrag wieder aufgefrischt wird.
Unter Windows lautet der Befehl:
```
# netsh interface ipv6 show neighbors level=verbose
```